# ラッセル・マルケイ
ラッセル・マルケイ（Russell Mulcahy, 1953年6月23日 - ）は、オーストラリア・メルボルン出身の映画監督である。

## 略歴
デュラン・デュラン、フリートウッド・マック、キム・カーンズ、ビリー・ジョエル、エルトン・ジョン、クイーン、ビリー・アイドル、ロッド・スチュアート、カルチャー・クラブといったアーティストのミュージックビデオを手がけてMTVアワードなどを受賞し、1980年代で最も成功したミュージックビデオ監督の一人である。その映像センスを生かした1984年の『レイザーバック』がアヴォリアッツ国際ファンタスティック映画祭で話題を集め、クリストファー・ランバート主演の『ハイランダー』シリーズで評価を確立した。
独特なビジュアルスタイルや動きの多いカメラワーク、クレーンワーク、非常に早いカッティング手法が持ち味。
2007年には、『バイオハザードIII』が公開された。

## 監督作品

### ミュージック・ビデオ
- ポール・マッカートニー
  - ワンダフル・クリスマスタイム（1979年）
- キム・カーンズ
  - ベティ・デイビスの瞳（1981年）
  - 運命のカード（1981年）
  - 愛と幻の世界（1982年）
- ロッド・スチュアート
  - トゥナイト・アイム・ユアーズ（1981年）
  - 燃えろ青春（1981年）
- フリートウッド・マック
  - 愛のジプシー（1982年）
  - オー・ダイアン（1982年）
- エルトン・ジョン
  - ブルースはお好き？（1983年）
  - サッド・ソングス（1984年）
- クイーン
  - プリンシス・オブ・ザ・ユニヴァース（1986年）

### 映画
- レイザーバック Razorback（1984年）
- ハイランダー 悪魔の戦士 Highlander（1986年）
- ハイランダー2 甦る戦士 Highlander II: The Quickening（1990年）
- リコシェ Ricochet（1991年）
- ハリウッド・ナイトメア Tales from the Crypt（1991年）
- ブルーアイス Blue Ice （1992年）
- ブロンディー/女銀行強盗 The Real McCoy（1993年）
- シャドー The Shadow（1994年）
- ヴァンゲリア Tales from the Crypt（1991年 - 1996年）
- スナイパー/狙撃 Silent Trigger（1996年）
- タロス・ザ・マミー/呪いの封印 Tale of the Mummy（兼脚本、1998年）
- レザレクション（英語版） Resurrection（1999年）
- エンド・オブ・ザ・ワールド On the Beach（2000年）
- バイオハザードIII Resident Evil: Extinction（2007年）
- サイコハウス（英語版） The Sitter（2007年）
- スコーピオン・キング2 The Scorpion King 2: Rise of a Warrior（2008年）
- ゴー・トゥー・ヘル Give 'em Hell, Malone（2009年）